# Cordia glazioviana
Cordia glazioviana là loài thực vật có hoa trong họ Mồ hôi. Loài này được (Taub.) Gottschling & J.S.Mill. mô tả khoa học đầu tiên năm 2006.